# Phak Hai (huyện)
Phak Hai (tiếng Thái: ผักไห่) là một huyện (‘‘amphoe’’) ở tây bắc tỉnh Ayutthaya, miền trung Thái Lan.

## Lịch sử
Trước đây, khu vực này tên là Khwaeng Sena Yai và trở thành huyện cuối thế kỷ 19. Năm 1917, tên được đổi thành Phak Hai theo tambon trung tâm.

## Địa lý
Các huyện giáp ranh (từ phía bắc theo chiều kim đồng hồ) là Wiset Chai Chan và Pa Mok của tỉnh Ang Thong, Bang Ban, Sena và Bang Sai of Ayutthaya Province, và Bang Pla Ma và Mueang Suphanburi của tỉnh Suphanburi.

## Hành chính
Huyện này được chia thành 16 phó huyện (tambon), các đơn vị này lại được chia thành 128 làng (muban).
| 1.  | Phak Hai      | ผักไห่      |  |
| 2.  | Ammarit       | อมฤต      |  |
| 3.  | Ban Khae      | บ้านแค     |  |
| 4.  | Lat Nam Khem  | ลาดน้ำเค็ม  |  |
| 5.  | Talan         | ตาลาน     |  |
| 6.  | Tha Din Daeng | ท่าดินแดง   |  |
| 7.  | Don Lan       | ดอนลาน    |  |
| 8.  | Na Khu        | นาคู       |  |
| 9.  | Kudi          | กุฎี        |  |
| 10. | Lam Takhian   | ลำตะเคียน  |  |
| 11. | Khok Chang    | โคกช้าง    |  |
| 12. | Chakkarat     | จักราช     |  |
| 13. | Nong Nam Yai  | หนองน้ำใหญ่ |  |
| 14. | Lat Chit      | ลาดชิด     |  |
| 15. | Na Khok       | หน้าโคก    |  |
| 16. | Ban Yai       | บ้านใหญ่    |  |